# Jurga Šeduikytė
Jurga Šeduikytė (Telšiai, Lituânia, 1980- ), conhecida apenas por Jurga, é uma cantora e compositora lituana.

## Discografia
Álbuns
- Aukso Pieva (2005)
- Instrukcija (2007)
- +37° (Goal of Science) (2009)

Singles
- The Longest day (2005)
- Laisvė (2005)
- Nebijok (2005)
- Saulė vandeny (2005)
- Galbūt (2006)
- Aš esu tiktai jei tu esi (2006)
- Instrukcija (2007)
- Renkuosi Žemę (2007)
- 5th Season (2007)
- Smėlio Žmonės (2007)

### Singles
| Ano  | Música                   | Melhor posição   | Melhor posição | Melhor posição | Melhor posição | Álbum       |
| Ano  | Música                   | Lituânia Top 100 | M-1 Top 40     | RC Top 20      | Lietaus Top 20 | Álbum       |
| ---- | ------------------------ | ---------------- | -------------- | -------------- | -------------- | ----------- |
| 2005 | The Longest Day          |                  |                |                |                | Aukso pieva |
| 2005 | Laisvė                   |                  |                |                |                | Aukso pieva |
| 2005 | Nebijok                  |                  | 2              | 1              | 1              | Aukso pieva |
| 2005 | Saulė vandeny            |                  |                |                |                | Aukso pieva |
| 2006 | Galbūt                   |                  |                |                |                | Aukso pieva |
| 2006 | Aš esu tiktai jei tu esi |                  |                |                |                | Aukso pieva |
| 2007 | Instrukcija              | 26               | 9              | 3              |                | Instrukcija |
| 2007 | Renkuosi Žemę            | 44               |                |                |                | Instrukcija |
| 2007 | 5th Season               | 4                |                |                |                | Instrukcija |
| 2007 | Smėlio Žmonės            | 10               | 12             | 7              |                | Instrukcija |